# Tepa, Ghana

Tepa är en ort i västra Ghana. Den är huvudort för distriktet Ahafo Ano North, och folkmängden uppgick till 17 758 invånare vid folkräkningen 2010.